# DigiTech

DigiTech — американська компанія, яка виробляє цифрові ефекти, процесори для гітар та бас-гітар та USB-інтерфейси для запису цих інструментів в домашніх та студійних умовах.
Місце розташування компанії — Санді, Юта, США
Насамперед компанія відома своїм продуктом DigiTech Whammy, вперше виготовленим у 1989 році. На той час це була одна з найперших цифрових педалей з ефектом «вау».
З того часу компанія розширила свій асортимент, зокрема, мульти-ефектовими пристроями для гітар та бас-гітар, пристроями для моделювання звучання підсилювачів, USB-інтерфейси для цифрового запису звуку.
У 2004 випустила овердрайв педаль під назвою Bad Monkey Tube Overdrive.
Digitech також виробляє процесор ефектів для гітари RP55, який широко популярний серед новачків і любителів через його відносно низьку вартість і багатий набір функцій.
В 1990 придбана Harman International Industries.